# The Beast of Hollow Mountain
The Beast of Hollow Mountain este un film western SF de groază  american din 1956 regizat de Edward Nassour și Ismael Rodríguez. În rolurile principale joacă actorii Guy Madison, Patricia Medina, Carlos Rivas.

## Prezentare
Este primul film în care apar împreună cowboy și dinozauri, pe baza unei povestiri scrise de Willis O'Brien. Un cowboy din Mexico descoperă că vitele sale dispărute au devenit hrana unui Allosaurus. Acest Allosaurus va ataca în cele din urmă și locuitorii din orășelul învecinat. 

## Actori
- Guy Madison ... cowboy Jimmy Ryan
- Patricia Medina...Lupe
- Carlos Rivas...Felipe
- Mario Navarro...Panchito
- Pascual Garcia Pena...Pancho